# HD 219134 h
HD 219134 h (بالإنجليزية: HD 219134 h)‏ هو كوكب خارج المجموعة الشمسية، في كوكبة ذات الكرسي، يتبع HD 219134 ‏.

## الاكتشاف
اكتشف في 17 نوفمبر 2015.